# Ahmed Bahgat
Ahmed Bahgat Mohamed Bahgat (en arabe : احمد بهجت محمد بهجت), né le 23 octobre 1995, est un nageur égyptien.

## Carrière
Ahmed Bahgat est médaillé d'or du 200 mètres quatre nages et médaillé de bronze du 200 mètres dos et du relais 4 x 200 mètres nage libre aux Jeux de la solidarité islamique de 2013 à Palembang.
Aux Jeux africains de 2015 à Brazzaville, il obtient la médaille de bronze du 50 mètres dos.